# Infrastruktur in Äthiopien
Die Infrastruktur ist in Äthiopien in den Regionen Tigray und Amhara sowie in der Hauptstadtregion Addis Abeba am besten entwickelt.

## Technische Infrastruktur

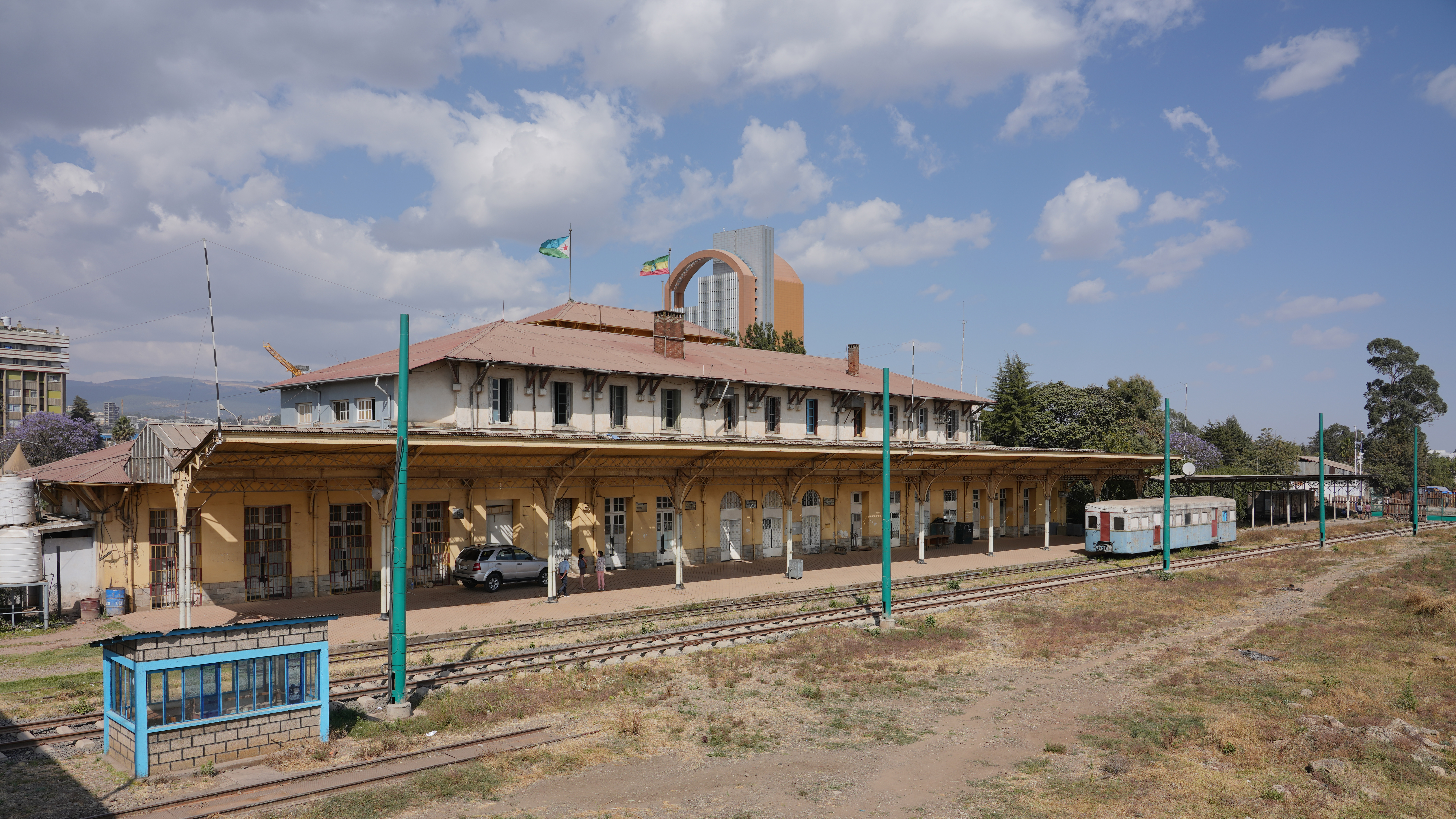
Die Addis-Abeba-Station in Äthiopien, Teil der Äthiopischen Eisenbahn

Die Verkehrsinfrastruktur gilt im internationalen Vergleich als eher ungenügend, es wird jedoch versucht, das Netz mit chinesischer Hilfe sowie eigenständig auszubauen.

### Seehäfen
Äthiopien ist ein Binnenstaat ohne eigenen Seehafen. Vor dem Eritrea-Äthiopien-Krieg von 1998 bis 2000 hatte Äthiopien den internationalen Handel überwiegend über die eritreischen Häfen Assab und Massaua abgewickelt. Gegenwärtig wird der Hafen von Dschibuti und in weit geringerem Maße der Hafen Port Sudan im Sudan benutzt. Über Dschibuti laufen 87 % des Import- und Exportverkehrs Äthiopiens sowie 97 % der Importe. 2016 wurde eine Vereinbarung über die Nutzung des Hafens Berbera in Somaliland erreicht, um weniger von Dschibuti abhängig zu sein. Berbera soll bis zu 30 % des Außenhandels übernehmen, vorher sind jedoch noch massive Investitionen in die Infrastruktur erforderlich.

### Straßen und Schienen
Äthiopien verfügte 2003 über insgesamt 33.856 Straßenkilometer, die sich bis Mai 2016 auf 113.213 km aufgrund eines massiven Straßenbauprogramms mehr als verdreifachten. Der Anteil asphaltierter Straßen an der Gesamtlänge aller Straßen betrug in beiden Jahren dagegen etwa ein Achtel und blieb damit weitgehend konstant. Jedes Jahr kommen etwa 11 % neuer Straßen hinzu. Das Land ist durch jahrhundertelange Subsistenzwirtschaft und Isolation wenig auf Außenhandel und nur eingeschränkt auf Binnenhandel ausgerichtet und verfügte daher nur über wenige Straßen für den Transport. Für eine wirtschaftliche Entwicklung besteht im Straßenbau daher ein sehr hoher Neu- und Ausbaubedarf, vor allem bei Allwetterstraßen, der selbst bei den hohen jährlichen Neubauanstrengungen noch länger nicht gedeckt sein wird. In den beiden Regenzeiten werden zudem viele Transportwege unpassierbar und die Menschen sind oft wochenlang von den Märkten und von medizinischen Einrichtungen abgeschnitten.
Für den Außenhandel wichtig ist vor allem die Strecke zwischen Addis Abeba über Adama zum Seehafen von Dschibuti, wobei vor allem die auch für den inneräthiopischen Verkehr wichtige Teilstrecke zwischen Addis Abeba nach Adama stark frequentiert ist. Seit August 2016 verfügt Äthiopien nun über eine erste voll kommissionierte 85 km lange Autobahn mit jeweils drei Fahrstreifen je Richtung von den Städten Addis Abeba über Modjo nach Adama. Zwischen den beiden Endpunkten finden sich sechs Anschlussstellen. Eine Weiterführung über 203 km von Modjo entlang des ostafrikanischen Grabenbruchs nach Süden nach Awassa ist im Bau.
Eine einzige, insgesamt 656 km normalspurige und durchgängig elektrifizierte Eisenbahnlinie besteht, welche von Sebeta direkt westlich von Addis Abeba über Adama und Awash nach Dewele an der Grenze zu Dschibuti verläuft. Diese Bahnlinie, Ende 2016 offiziell eröffnet, dient für die Wirtschaft Äthiopiens als eine Lebensader, denn sie führt zum Containerhafen von Dschibuti. Zwischen Sebeta und Adama ist die Strecke auf 115 km zweispurig, sonst einspurig. In Bau (Stand Ende 2016) sind zudem Streckenabschnitte einer zweiten Bahnstrecke vom Norden Äthiopiens von Mek’ele über Weldiya ebenfalls nach Dschibuti City. Im fortgeschrittenen Planungsstadium ist zudem eine Verbindungsstrecke zwischen beiden Bahnlinien zwischen Awash und Weldiya.

### Flughäfen
Weiterhin verfügt das Land über zwei internationale Flughäfen in Addis Abeba und Dire Dawa, sowie weitere 80 Flughäfen und Flugpisten (Stand 2005), von denen 14 asphaltiert sind. Insbesondere die touristisch relevanten Städte sind mit Flughäfen oder -pisten ausgestattet.

### Kommunikation
Der Telekommunikationssektor in Äthiopien wird vom staatlichen Anbieter Äthiopische Telekom kontrolliert und ist stark reguliert. Nach Angaben der Weltbank haben weniger als 4 Prozent der Äthiopier einen Festanschluss und nur etwa 3 Prozent Breitbandzugang. Pro 100 Einwohner gibt es in Äthiopien nur etwa 30 Mobiltelefone, wohingegen in Ruanda über 60 und in Kenia 75 Mobiltelefone pro 100 Einwohner im Umlauf sind.
Die Preise für Telekommunikation, insbesondere für die Anrufe ins Ausland, liegen allerdings sehr hoch. (Sie sind etwa bei 15 Birr pro Minute für einen Anruf in die Bundesrepublik Deutschland). Internetverbindungen sind zum Teil sehr langsam, so dass eine Nutzung kaum beziehungsweise nur mit einem hohen Maß an Geduld möglich ist. Neben den technischen Einschränkungen beeinträchtigt die ausgeprägte Internetzensur in Äthiopien den freien Zugang zu Inhalten.
Beim Mobilfunknetz gibt es Roaming-Abkommen mit dem Betreiber E-Plus und der Telekom. Eine äthiopische SIM-Karte kostet etwa 370 Birr und kann auch von Ausländern in Hotels, Telekommunikationsläden oder direkt bei der Äthiopischen Telekom selbst gegen Vorlage des eigenen Reisepasses erworben werden. Ausländern ist hierbei allerdings nur der Besitz einer SIM-Karte erlaubt. Die Vorwahl äthiopischer Mobilfunknummern besteht aus den Ziffern 091 gefolgt von noch einer Nummer, die in jeder der neun ethnisch definierten Regionen unterschiedlich ist.

### Energie
Zur Stromerzeugung wird in erster Linie Wasserkraft verwendet. 2004 waren Kapazitäten von 750 MW installiert. Es sind mit den Projekten Gilgel Gibe (z. B. Gilgel Gibe III) und Tekeze weitere Kapazitäten von 450 MW und 300 MW im Bau, beziehungsweise in Planung. Darüber hinaus wird von einem chinesischen Firmenkonsortium ein Kohlekraftwerk gebaut. Jedoch sind einige Äthiopier strikt gegen Strom, da das gegen ihre Religion verstößt.
Die Elektrifizierung des Landes kommt nur schrittweise voran. Inzwischen haben ca. 15 Prozent der Bevölkerung Anschluss an das Stromnetz. Es steht dennoch ein Potential an geothermischer Energie zur Verfügung. In Zusammenarbeit mit der Deutschen Gesellschaft für Technische Zusammenarbeit (GTZ) setzen die äthiopischen Behörden unter anderem auf den Ausbau von Wasserkraft.

## Rechtliche und Soziale Infrastruktur

### Bildung
Es existieren 6 Universitäten und weitere Hochschulen in Äthiopien mit insgesamt 765.000 Studenten (2002). Hingegen ist der Bildungsstand insgesamt sehr niedrig und die Berufsausbildung ist ein Schwerpunkt der deutschen Entwicklungszusammenarbeit. Offiziell gilt in Äthiopien die Schulpflicht, sie wird jedoch nicht konsequent durchgesetzt. Die Analphabetenquote der über 15-Jährigen liegt bei 59,7 % (2001). In Äthiopien sind somit die meisten Menschen Analphabeten. 41 % der Kinder besuchen eine Grundschule und 10 % besuchen eine weiterführende Schule. Bei Mädchen ist dieser Anteil niedriger als bei Jungen.

### Gesundheit
Nur 6 Prozent aller Geburten in Äthiopien können medizinisch betreut werden.